# Forces Nouvelles de Côte d'Ivoire

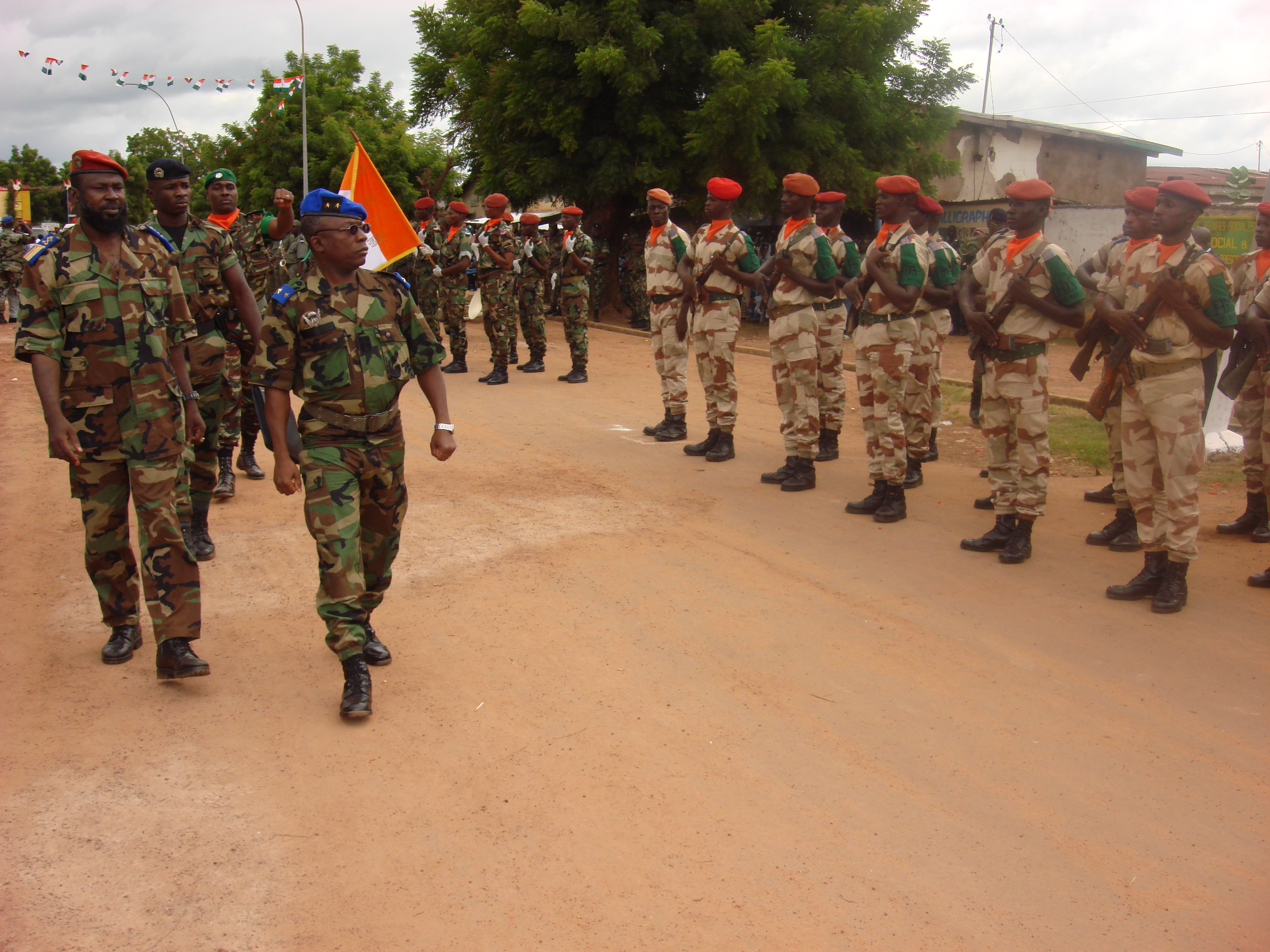
General Soumaïla Bakayoko, Chefe do Estado-Maior das Forces nouvelles, revistando suas tropas em Odienné (noroeste da Costa do Marfim).

As Forces Nouvelles de Côte d'Ivoire (FNCI), ou em português Forças Novas da Costa do Marfim, foi uma coalizão de movimentos rebeldes formada pelo Movimento Popular Marfinense do Grande Oeste (MPIGO), pelo Movimento Patriótico da Costa do Marfim (MPCI) e pelo Movimento por Justiça e Paz (MJP), cujos elementos armados controlavam uma região conhecida como "Zona CNO" (Centro, Norte e Oeste), uma área de 193 000 km² (60% do território da Costa do Marfim), durante a Primeira Guerra Civil da Costa do Marfim de 2002 a 2007, principalmente na parte norte do país. Guillaume Soro foi o secretário geral deste movimento.
Em 17 de março de 2011, Alassane Ouattara criou as Forças Republicanas da Costa do Marfim (FRCI), que agrupava a FAFN e elementos das Forças de Defesa e de Segurança (em francês:  Forces de défense et de sécurité, FDS) sob o comando do Coronel Patrice Kouassi. Após o fim da Segunda Guerra Civil de 2011, serão integrados no exército da Costa do Marfim.
As Forces nouvelles, organizadas em torno de um gabinete civil e uma equipe militar, tinham uma ala armada chamada Forças Armadas das Forças Novas (em francês:  Forces Armées des Forces Nouvelles, FAFN), cujo chefe de Estado-Maior era o General Soumaïla Bakayoko e o chefe de Estado-Maior adjunto o comandante  Issiaka Ouattara, dito Wattao, um amigo íntimo de Guillaume Soro, do qual era o braço armado. As FAFNs foram organizadas em vários contingentes para cada zona.
Depois que as Forces nouvelles foram integradas no exército da Costa do Marfim em 2011, um grande número de ex-rebeldes se amotinaram por melhores condições de vida em janeiro de 2017.